# Laguna Szczecin
Laguna Szczecin (în poloneză Zalew Szczeciński) este o lagună situată în estuarul Odrei, la granița dintre Polonia și Germania. Insulele Usedom și Wolin o separă de Golful Pomeraniei al Mării Baltice. Laguna este divizată în două părți: Kleines Haff (trad: Mica Lagună) în vest și Wielki Zalew (trad: Marea Lagună) în est. În trecut mai era folosit și numele ambiguu Frisches Haff pentru a desemna această întindere de apă, dar în prezent acest termen este rezervat exclusiv Lagunei Vistulei.

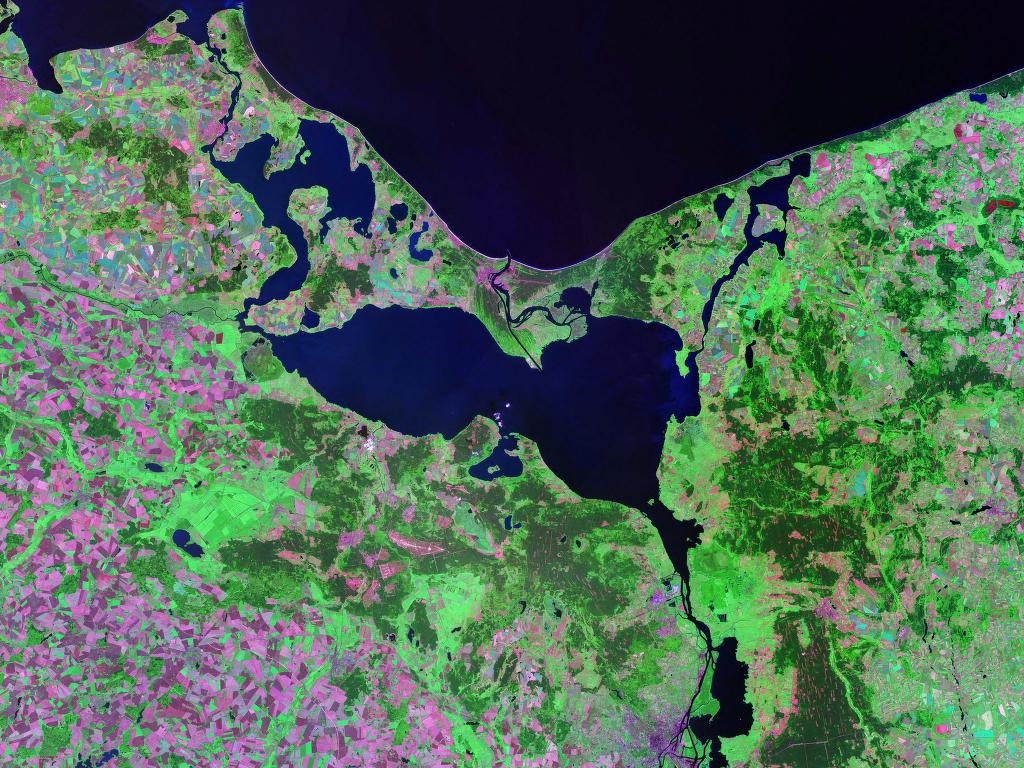
Laguna Odrei - fotografie din satelit, Landsat (circa 2000)

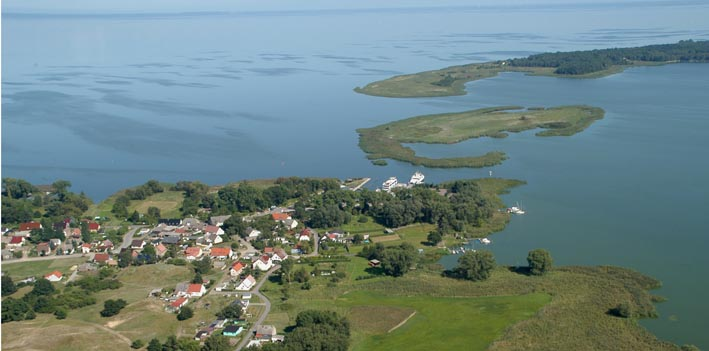
Satul pescăresc german Altwarp pe malul lagunei

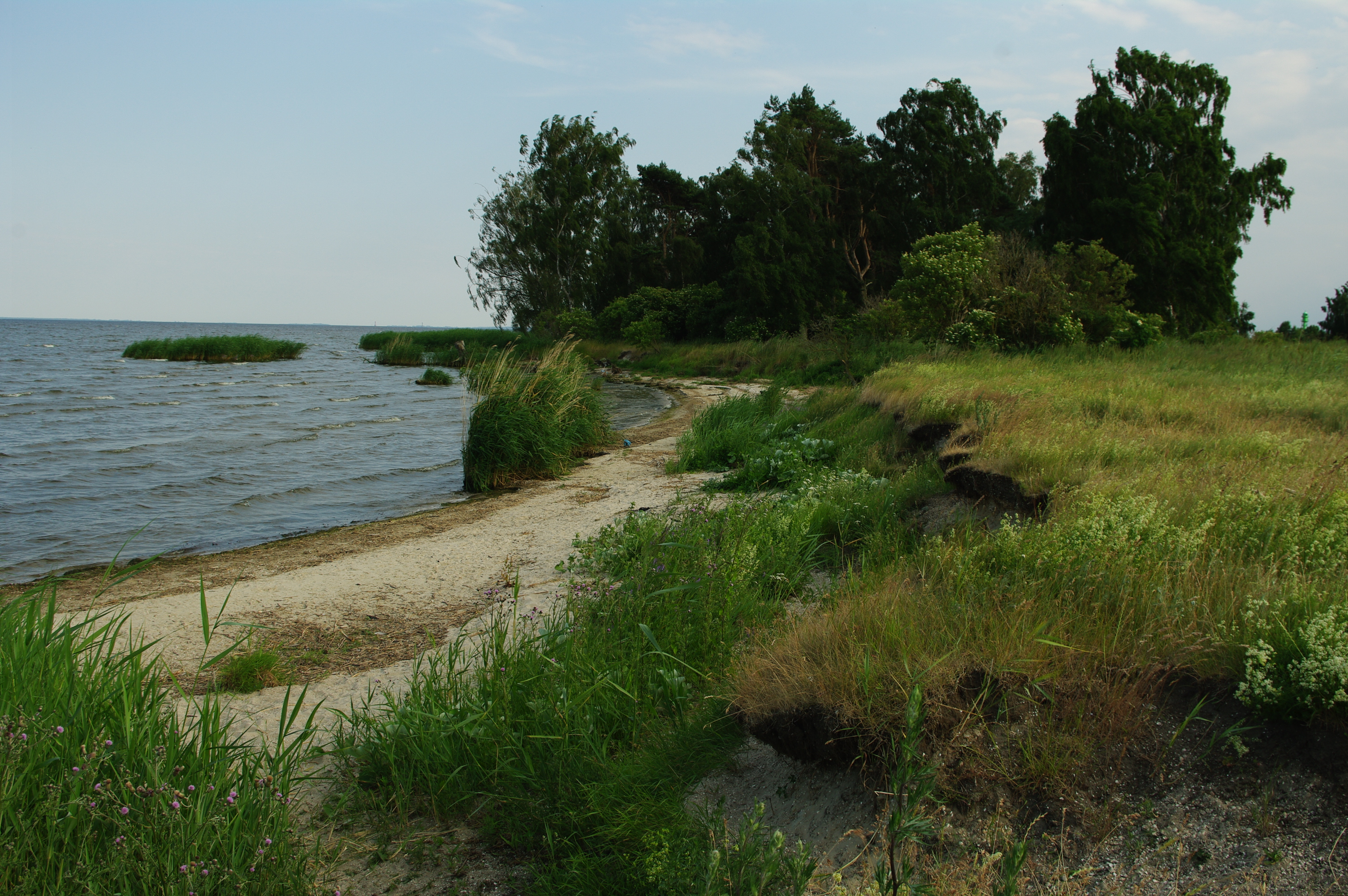
Laguna Szczecin, vedere de pe insula poloneză Karsibór

## Geografie

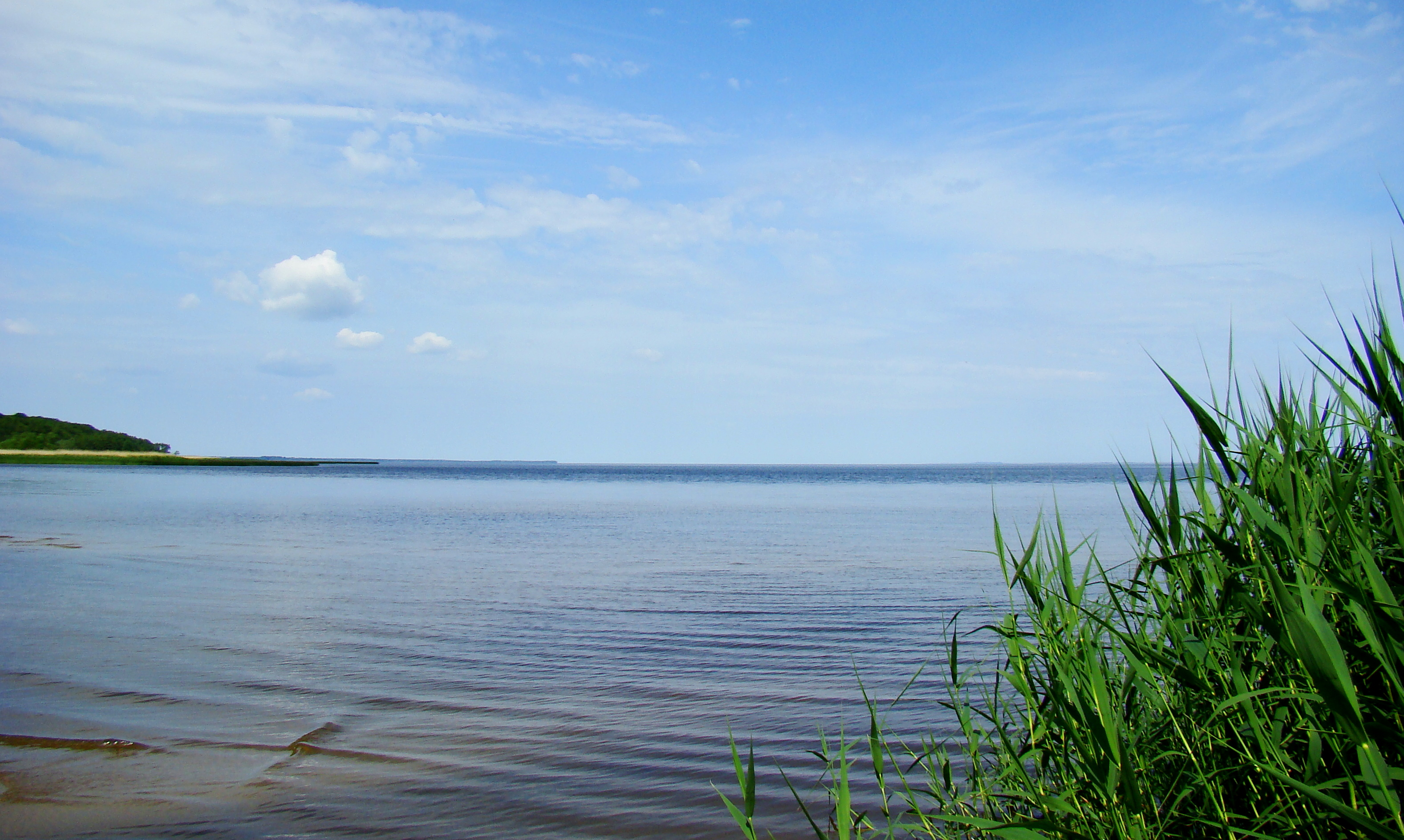
Laguna

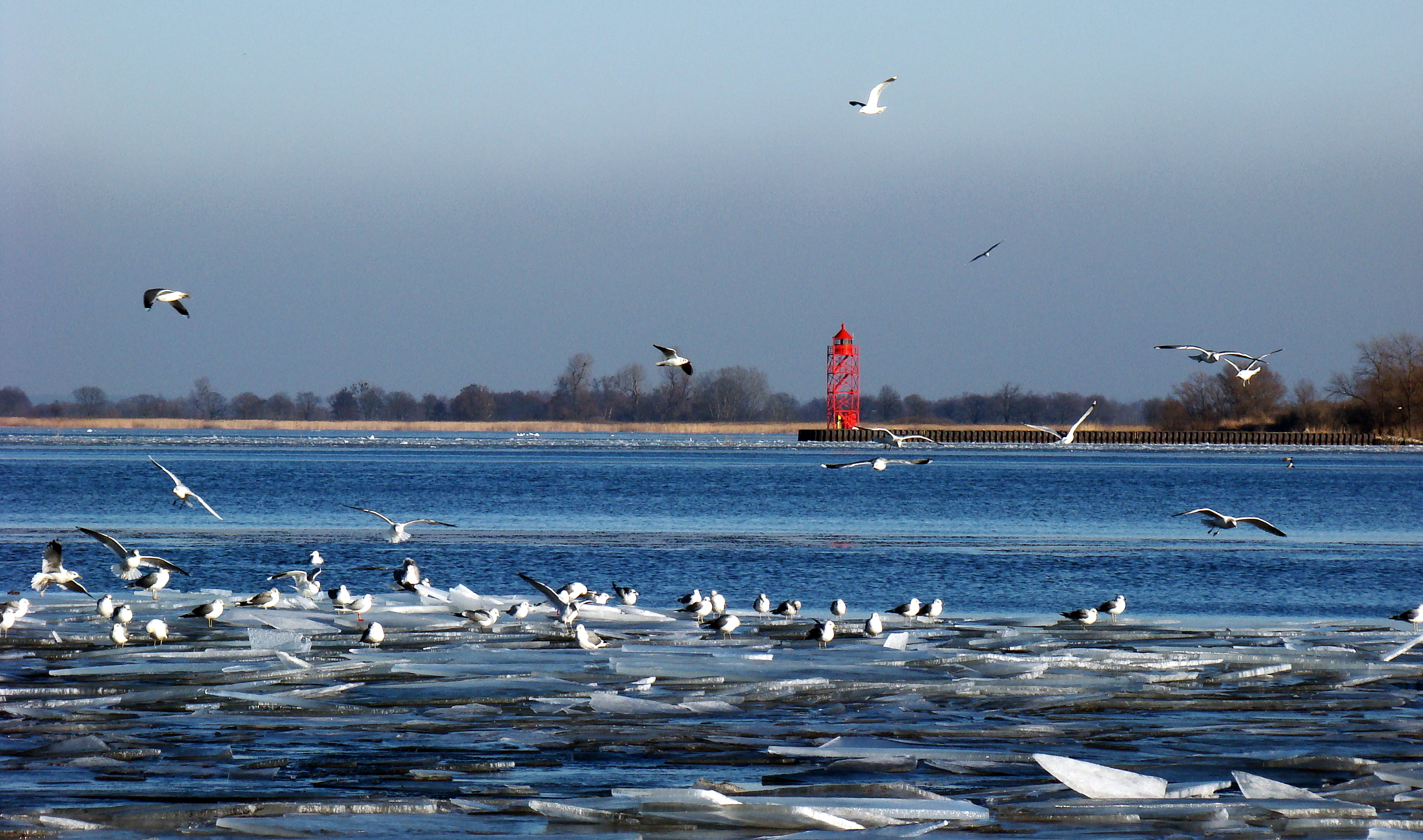
Pescăruși în timpul iernii (Laguna Szczecin)

Dinspre sud laguna este alimentată de mai multe brațe ale râului Odra și de câteva râuri mai mici precum Ziese, Peene, Zarow, Uecker și Ina. La nord laguna comunică cu Golful Pomeraniei prin trei strâmtori: Peenestrom, Świna și Dziwna. Acestea separă țărmul de insulele Usedom și Wolin.
Laguna Szczecin acoperă o suprafață de 687 km², adâncimea medie naturală a acesteia este de 3,8 m, iar cea maximă - de 8,5 m. Adâncimea de-a lungul rutelor de navigație, însă, poate depăși 10,5 m. Laguna conține 2,58 km³ de apă, iar temperatura medie anuală a apei este de 11 °C.
94% din apa care intră în lagună se varsă din râul Odra și constituie în medie 17 km³ de apă pe an, sau 540 m³/s. Restul confluențelor asigură în total un debit anual de 1 km³. Nu există informații de încredere în ceea ce privește afluxul de apă dinspre Marea Baltică, dar se estimează că acesta se ridică la 18 km³ dintr-o arie de captare egală cu 129.000 km². Apa se menține în lagună timp de 55 de zile în medie înainte de a se vărsa înapoi în Golful Pomeraniei. Prin strâmtorile Peenestrom, Świna și Dzwina trece 17%, 69% și respectiv 14% din debitul total la ieșire.
Laguna a ajuns să fie hipertrofică-eutrofică din cauza poluării și implicit a substanțelor nutritive care vin din amonte. Salinitatea medie oscilează între 0,5 și 2 psu, dar ocazional mai multă apă sărată răzbate prin strâmtoarea Świna, ceea ce ridică salinitatea până la 6 psu în unele locuri.

### Localități pe țărmul lagunei
- Szczecin (Polonia)
- Świnoujście (Polonia)
- Police (Polonia)
- Ueckermünde (Germania)
- Wolin (Polonia)
- Usedom (Germania)
- Nowe Warpno (Polonia)

## Istorie

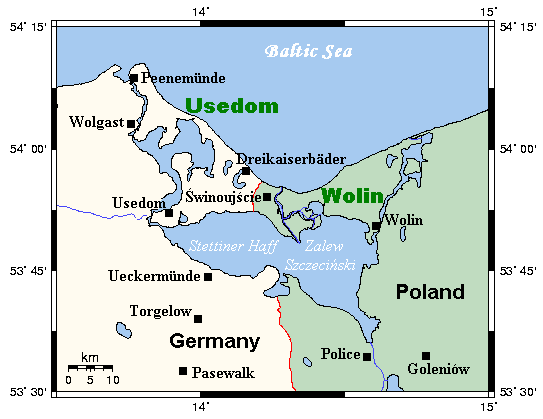
Regiunea lagunei, fără orașul Szczecin

În 1880 a fost dat în folosință canalul Kaiserfahrt (trad: Calea împăratului) pe insula Usedom. Acest canal cu adâncimea de aprox. 10 m leagă laguna de Marea Baltică, înconjurând partea estică a strâmtorii Świna, și permite navelor mari să intre în drumul lor spre portul Szczecin. El are aproximativ 7,5 km lungime și a fost excavat de Imperiul German în anii 1875-1880, în timpul domniei primului împărat Wilhelm I (1797-1888), în cinstea căruia a și fost denumit. Lucrările de construcție au dus la formarea unei noi insule, Kaseburg (Karsibór), care a rămas astfel separată de Usedom.
După 1945 zonele de la est de linia Oder-Neisse au ajuns în componența Poloniei, inclusiv fostele orașe germane Stettin (Szczecin) și Swinemünde (Świnoujście) de pe malul vestic al Odrei. Kaiserfahrt a fost redenumit în Canalul Piast, după dinastia poloneză Piast.
Frontiera polono-germană divizează de asemenea ansa Neuwarper See, în apropiere de Rieth, Luckow.

## Economie

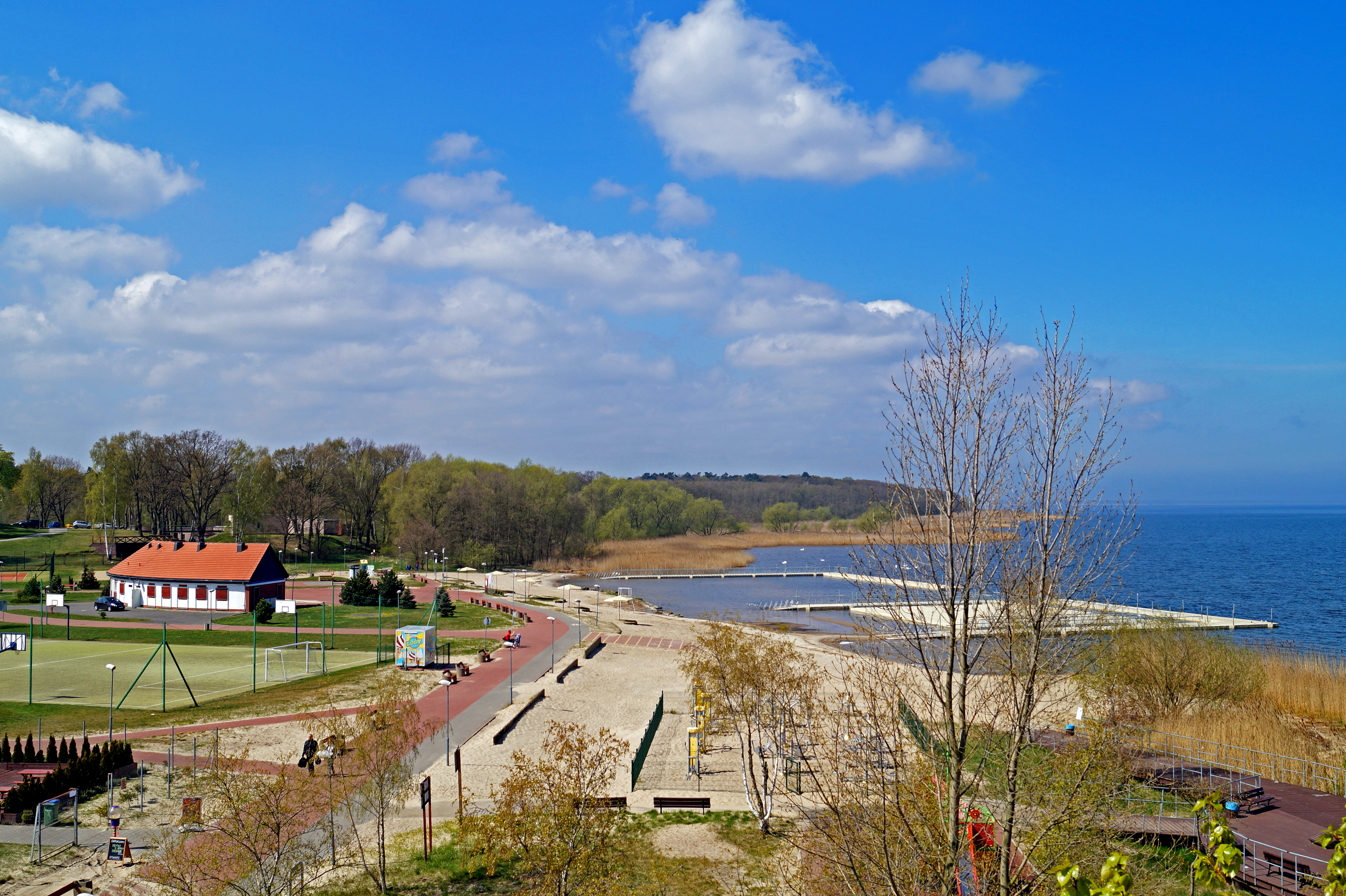
Plajă la Trzebież, în apropiere de Police, Poland

Laguna reprezintă de secole o zonă piscicolă importantă, din sec. XVIII - o cale majoră de transport, iar din sec. XX este și o atracție turistică.

### Turism
În prezent turiștii se pot bucura de mai multe excursii cu vaporul, o gamă largă de sporturi acvatice și de o serie de plaje. Aceștia mai pot descoperi calea ferată cu ecartament îngust, diferite muzee, castele, multe trasee de drumeție și ciclism, cât și un mic sat etnografic care recreează viața cotidiană a așezărilor rurale slave din trecut.

## Probleme de mediu
Lagună suferă o poluare accentuată din direcția râului Odra, ceea ce duce la eutrofizare. Concentrațiile înalte de aluminiu și fier din apele râului cauzează creșterea accelerată a algelor în lagună. Pe de altă parte concentrațiile de substanțe nutritive variază mult de la an la an și în ultima vreme acestea au scăzut.

## Natură
Litoralul sudic al lagunei aparține Parcului Natural Am Stettiner Haff, iar țărmul nordic și insula Usedom intră în Parcul Natural Insula Usedom. La vest se află Rezervația Naturală Anklamer Stadtbruch care include Anklamer Torfmoor, o zonă umedă protejată în proces de renaturalizare după ce odinioară a fost folosită pentru extragerea turbei.

## Legături externe
- en Glasby GP, Szefer P, Geldon J, Warzocha J (septembrie 2004). „Heavy-metal pollution of sediments from Szczecin Lagoon and the Gdansk Basin, Poland”. Sci. Total Environ. 330 (1-3): 249–69. doi:10.1016/j.scitotenv.2004.04.004. PMID 15325172.